# دیوید پینسکی
دیوید پینسکی (به انگلیسی: David Pinski)،(زادهٔ ۱۸۷۲م ـ درگذشتهٔ ۱۹۵۹) نمایش نامه نویس، داستان‌نویس و ویراستار به زبان ییدیش.
او در مسکو، ویتپسک و وین پرورش یافت. پینسکی در جوانی به ورشو رفت و در آنجا دوستِ ایزاک پِرِتز، نویسندهٔ پیشروی یدیش، شد. در ورشو، همکاری اش با جنبش کارگران یهودی را آغاز کرد و تا آخر عمر ادامه داد. اولین داستان کوتاه او «انسان دوست بزرگ» در ۱۸۹۴م منتشر شد. او جُنگ یدیش «ادبیات و زندگی» را سردبیری کرد و پس از دو سال تحصیل در رشتهٔ پزشکی در بریل، برای ادامهٔ تحصیل به برلین رفت. در ۱۸۹۹م به ایالات متحدهٔ آمریکا مهاجرت کرد و در آنجا در چندین نشریهٔ ادواری کارگری و سوسیالیستی نویسندگی و سردبیری کرد. او پس از کشتار یهودیان در ۱۹۰۳م در کیشینیف روسیه، درگیر جنبش کارگری صهیونیستی شد.
در ۱۹۲۰نمایشنامهٔ «گنج» از او به روی صحنه آمد. او از همین سال تا ۱۹۲۲م رئیس اتحادیهٔ ملی کارگران یهودی و از۱۹۳۰ تا ۱۹۵۳م رهبر انجمن فرهنگ یهودیان بود. در ۱۹۴۹م به حیفا در اسرائیل (فلسطین اشغالی) مهاجرت کرد و خانه او محفلی برای نویسندگان جوان یدیش شد. موفق‌ترین اثر پینسکی نمایشنامهٔ طنزآمیز «گنجینه‌ها» بود که در نیویورک سیتی و آلمان به اجرا درآمد. نمایشنامهٔ او «یهود جاودانی» (۱۹۲۶م) را گروه بازیگران عبری ها-بیما در ۱۹۱۹م اجرا کردند. داستان او، «نسلِ نُوا ایدُن» (۱۹۱۳م)، تصویری از زوال یهودیت در آمریکاست و ضد همگون سازی بحث می‌کند. «ده نمایشنامه» و «شاه داوود و زنانش» از نمایشنامه و داستان‌های اوست که از یدیش به انگلیسی ترجمه شده‌است.